# هتل گورینگ
هتل گورینگ (به انگلیسی: Goring Hotel) یک هتل ۵ ستاره با خدمات سطح بالا در شهر لندن در انگلستان است. این هتل در نزدیکی کاخ باکینگهام قرار دارد.